# Mariadeira
A Mariadeira é um bairro da cidade da Póvoa de Varzim em Portugal. É um dos seis bairros tradicionais da Póvoa de Varzim e uma das onze partes em que se subdivide a cidade. O bairro localiza-se a nascente do Centro da cidade.

## Geografia

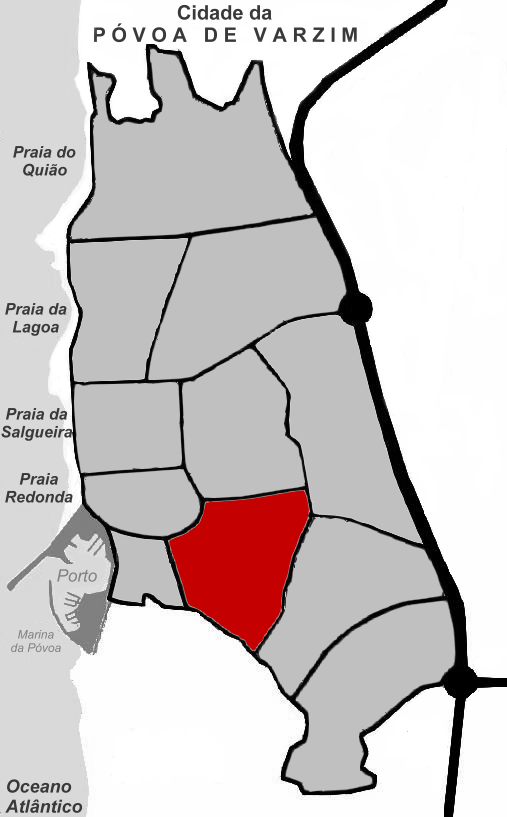
Parte da cidade conhecida como Matriz/Mariadeira.

A Mariadeira localiza-se na parte oriental da parte Matriz/Mariadeira. Esta parte Matriz tem limite a Oeste com o Bairro Sul, a Norte com Centro e  Barreiros/Moninhas, a nascente com a Gândara e a sul limita-se com a cidade de Vila do Conde.

## História
O topónimo provém de Maria da Eira. Uma eira é onde se secam e malham os cereais dourados. Era uma zona rústica, mas nos seus campos nunca ficaram êrmos. Em 1785, havia ali 73 casas e propriedades. Posteriormente tornou-se num bairro operário e foi povoada por algumas famílias de pescadores.

## Festas e romarias
A Mariadeira tomou o vermelho e o amarelo como cores com a Associação Cultural e Desportiva da Mariadeira fundada em Janeiro de 1984, por Henrique dos Santos Arteiro, e que é uma referência no associativismo poveiro, cujos símbolos são a bola e o livro. Durante as festa de São Pedro é utilizado o Sol nascente como símbolo do Bairro .
Religiosamente, faz parte da Paróquia da Matriz. A sua principal festa é a Festa de São Pedro do Bairro da Mariadeira, que comemora a par dos outros bairros da cidade. Apesar de ser um bairro pequeno, é entre os pequenos o mais forte, dada a sua aposta em trazer para as suas festas cantores populares portugueses reconhecidos.